# Wilhelm von Weiler

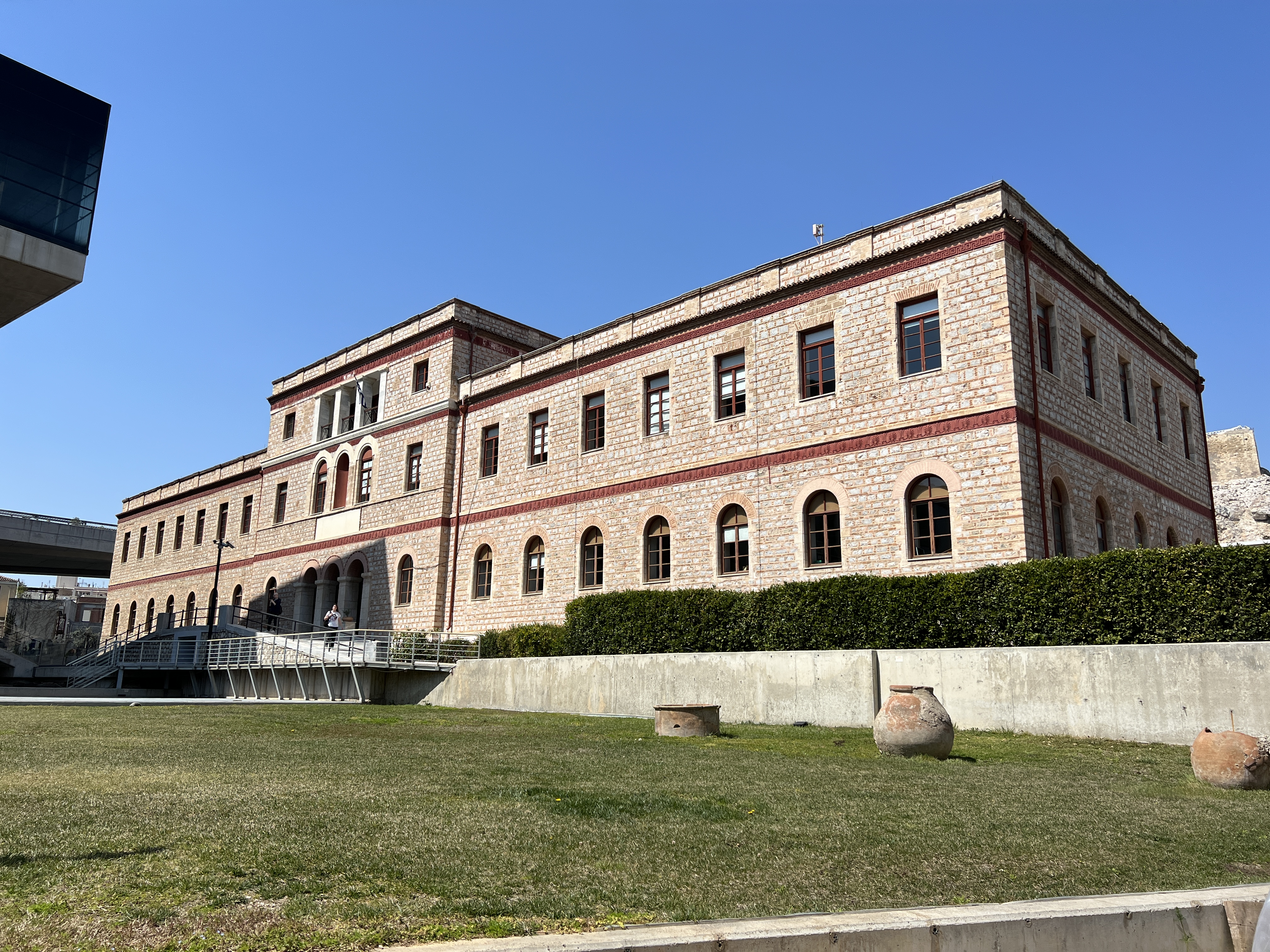
Das 1834 nach Wilhelm von Weilers Plänen erbaute Athener Militärhospital

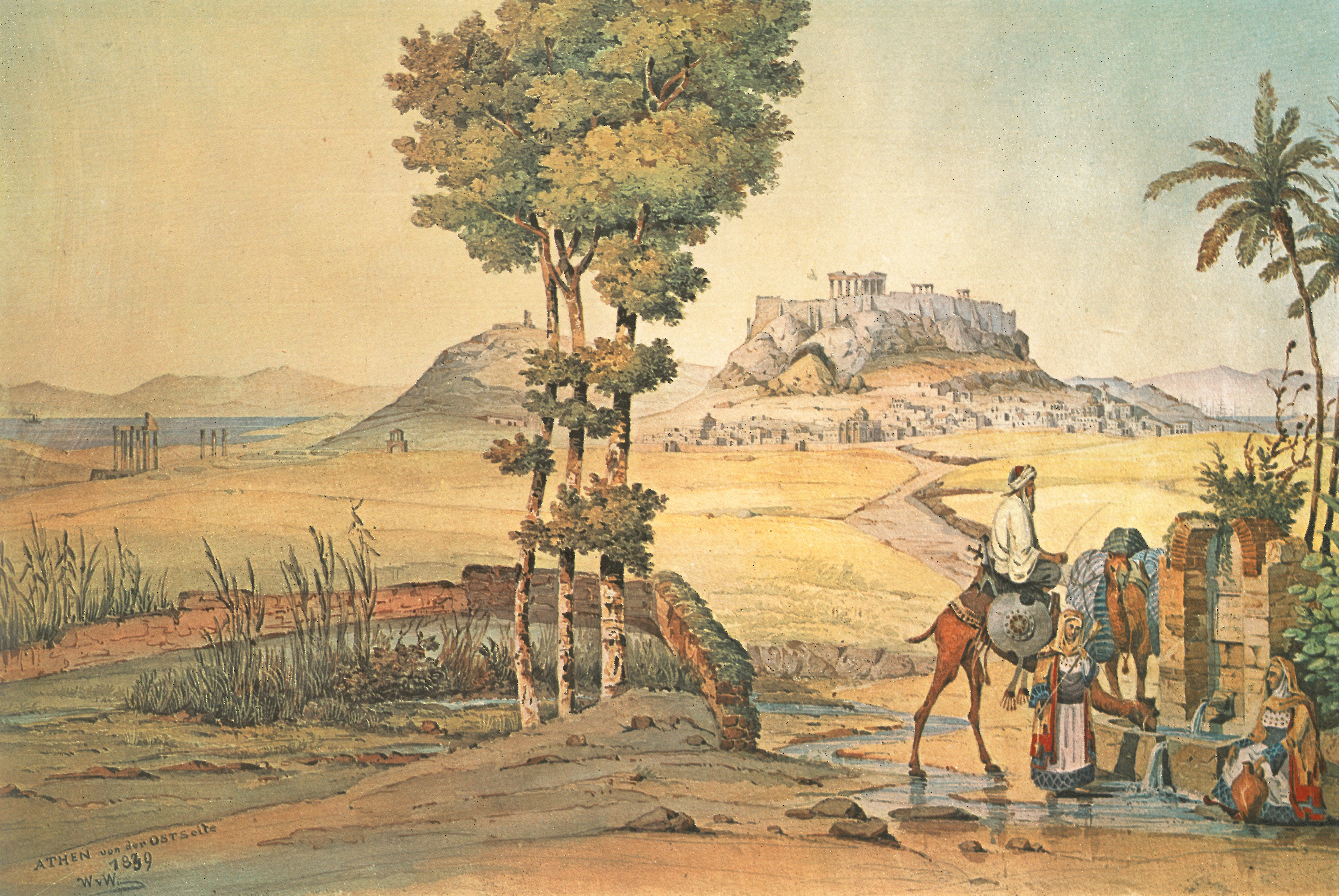
Wilhelm von Weiler hielt seine Eindrücke Griechenlands auch künstlerisch fest. Dieses Gemälde entstand 1839 und es zeigt einen Brunnen nahe Athen, der sich am Standort des heutigen Kriegsmuseums befand.

Wilhelm Anton Ignaz Philipp Leopold Aloys von Weiler (* 20. Juni 1807 oder 21. Dezember 1809 in Mannheim; † 17. April 1878 in Karlsruhe) war ein deutscher Bauingenieur und Architekt.

## Leben

### Herkunft
Er kam im Großherzogtum Baden zur Welt und verbrachte dort auch den Großteil seines Lebens. Als Sohn des wirklichen geheimen Rates und Staatsrates Georg von Weiler (1776–1835) und dessen Ehefrau Amalie (geb. von Schmalz; † 1817) entstammte er einer 1745 nobilitierten und 1790 in den Freiherrenstand erhobenen Briefadelsfamilie.

### Wirken in Griechenland
Als junger Mann verbrachte von Weiler einige Jahre im Königreich Griechenland. Dieses hatte sich nach jahrhundertelanger osmanischer Fremdherrschaft, einem blutigen Unabhängigkeitskrieg und einer kurzen republikanischen Phase 1832 konstituiert. Athen wurde zwar 1834 zur Hauptstadt ernannt, lag allerdings größtenteils in Trümmern und hatte nur noch etwa 4000 Einwohner. König Otto gab zahlreiche klassizistische Bauten in Auftrag und ließ die Stadt durch westliche Architekten systematisch ausbauen und neu gestalten. von Weiler diente als Ingenieur-Oberleutnant und -Hauptmann im königlich-griechischen Geniekorps und verantwortete 1834 sowohl den Entwurf als auch den Bau des Athener Militärhospitals (auch „Weiler-“ oder „Makrygiannis-Gebäude“ genannt), des ersten öffentlichen Gebäudes der neuen Stadt. Im August gleichen Jahres übernahm er die Bestandsaufnahme des Athener Situations-Plans, in den er auch die wichtigsten Straßenfluchten der zwei damals bestehenden Anlageprojekte (von Stamatios Kleanthis und Eduard Schaubert sowie von Leo von Klenze) einzeichnete. Mit Entschließung vom 5. März 1836 wurde die zukünftige Umsetzung des Stadtplanes in die Verantwortung der Gemeinde gelegt und sollte vom Stadtarchitekten Schaubert unter der Beaufsichtigung des Innenministeriums durchgeführt werden, woraufhin man von Weiler von seinen Pflichten entband.
In den darauffolgenden Jahren arbeitete er als Kreisingenieur auf den Kykladen. Dort wurden in Ermoupoli, dem Hauptort der Insel Syros, nach seinen Plänen zunächst die Volksschule sowie anschließend zwischen 1839 und 1842 eine Quarantänestation errichtet. Außerdem leitete er auf der Insel Paros ein Entwässerungsprojekt. Rückblickend gehörte Wilhelm von Weiler – neben Karl Friedrich Schinkel, Theophil von Hansen, Leo von Klenze, Eduard Schaubert, Ernst Ziller und Hans Christian Hansen – zu jenen Architekten, die „mit ihren Bauten die Morphologie des Bauens im freien Griechenland [prägten].“

### Tätigkeit in Deutschland
Nach seiner Rückkehr ins Großherzogtum Baden übertrug man ihm zunächst provisorisch und ab Mai 1843 als Festanstellung den Inspektionsdienst für den Wasser- und Straßenbau im Bezirk Bruchsal und Umgebung. Am 5. August 1846 wurde er zum Bahningenieur und Vorstand der in Heidelberg ansässigen Verwaltung der Main-Neckar-Eisenbahn-Gesellschaft ernannt. Diese Position sollte er für den Rest seines Berufslebens innehaben. Am 21. November 1856 erfuhr er die Beförderung zum Oberingenieur und am 8. Februar 1867 wurde er vom badischen Großherzog Friedrich I. in den Ruhestand versetzt.
von Weiler war auch naturkundlich interessiert und gehörte im August 1871 zu den zwölf Gründungsmitgliedern des Oberrheinischen Geologischen Vereins.

## Auszeichnungen
- 1845: Ernennung zum Kammerjunker im Großherzogtum Baden (29. Dezember)[18]
- 1849: Ritterkreuz des Großherzoglich-hessischen Verdienstordens Philipp des Großmütigen (6. Februar)[19]
- 1854: Ernennung zum Kammerherren im Großherzogtum Baden (9. Februar)[20]
- Ritterkreuz des griechischen Erlöser-Ordens[3]